# Dorit Chrysler
Dorit Chrysler (nascida Dorit Kreisler, em 12 de setembro de 1966) é uma musicista e produtora austríaca de música eletrônica, além de ser multi-instrumentista, sendo o teremim seu principal instrumento. Chrysler colaborou com artistas como Dinosaur Jr., Marilyn Manson, Mercury Rev, Gordon Raphael do The Strokes, Electro Indigo, e Blonde Redhead. Ela já se apresentou no Lincoln Center, Coachella Festival, Roskilde Festival, Palais de Tokyo, Moogfest, Konzerthaus, em Viena, e no CBGB, em Nova Iorque.

## Discografia
- Schlager On Parade - Plastiktray (2000)
- Best Of Dorit Chrysler - Plag Dich Nicht (2004)
- Tiny Thrills - Plag Dich Nicht (2005)
- Dorit Chrysler / Mico (3) / Monotekktoni / Iris (8) - 4 Women No Cry (Vol. 2) - Monika Enterprise (2006)
- Sea Of Negligence - Prurience Factory (2011)
- Avalanche - In My Room (2012)
- Chinatown Evil / Sci-Fi - Bubutz Records (2012)

### Com a bandaHalcion
- Squelch / With Biology of No Importance (1993, Single)
- Yellow / Messy Marvin (1995, Single)
- Lemongrass (1996)